# کاسمیک گیت

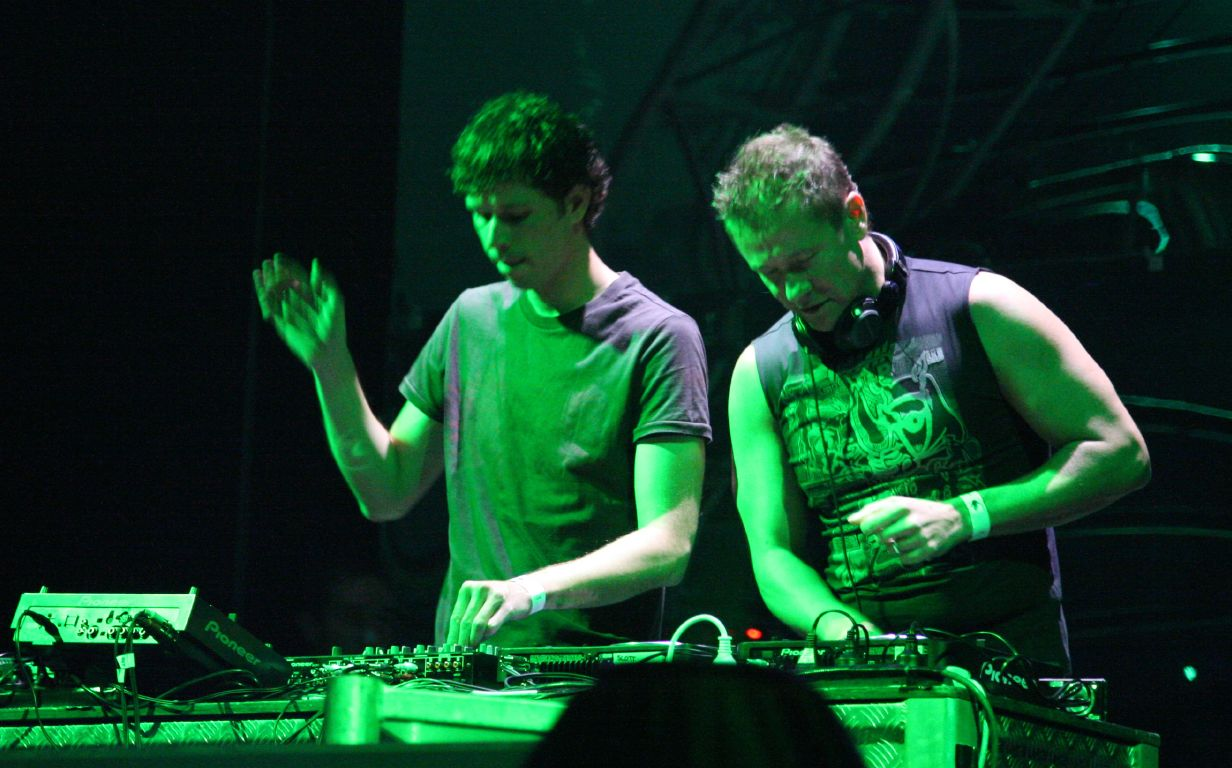
گروه کاسمیک گیت

کاسمیک گیت (به آلمانی: Cosmic Gate) یک گروه دونفره آلمانی است که در زمینهٔ موسیقی ترنس فعّالیّت می‌کند. این گروه از دو نفر به نام‌های کلاوس ترهوون (زاده ۱۹۷۲، نام دیگر: نیک چگل) و استفان بوسمز (زاده ۱۹۶۷، نام دیگر: دی‌جی بوسی) تشکیل شده‌است که هر دوی آن‌ها اهل شهر کرفلد آلمان هستند. در روز ۲۸ اکتبر سال ۲۰۰۹ مجله دی‌جی کاسمیک گیت را در فهرست سالانهٔ صد دی‌جی برتر جهان در جایگاه ۱۹ام، ۴۳ پله بالاتر از سال قبل قرار داد.